# Liste der Monuments historiques in Maidières
Die Liste der Monuments historiques in Maidières führt die Monuments historiques in der französischen Gemeinde Maidières auf.

## Liste der Immobilien
| Bezeichnung                  | Beschreibung                                                                                                 | Standort                     | Kennzeichnung | Schutzstatus | Datum | Bild           |
| ---------------------------- | --- | ---------------------------- | ------------- | ------------ | ----- | -------------- |
| Kapelle Notre-Dame-des-Anges | auch Kapelle Casenove; ab der zweiten Hälfte des 15. Jahrhunderts, einschließlich des angrenzenden Torbogens | Rue du Bois-le-Prêtre (Lage) | PA00106085    | Inscrit      | 1977  | weitere Bilder |

## Liste der Objekte
| Bezeichnung                               | Beschreibung                               | Standort                                         | Kennzeichnung | Schutzstatus | Datum | Bild |
| ----------------------------------------- | ------------------------------------------ | ------------------------------------------------ | ------------- | ------------ | ----- | ---- |
| Hauptaltar                                | Holz, bemalt, 1750                         | in der Kapelle Notre-Dame-des-Anges (Lage)       | PM54001145    | Classé       | 1996  |      |
| Wappenstein                               | Stein, Anfang des 18. Jahrhunderts         | außen an der Kapelle Notre-Dame-des-Anges (Lage) | PM54001649    | Inscrit      | 1994  |      |
| Skulptur Mariä Himmelfahrt                | Stein, bemalt, Anfang des 18. Jahrhunderts | in der Kapelle Notre-Dame-des-Anges (Lage)       | PM54001146    | Classé       | 1996  |      |
| Relief Heiliger Hubertus                  | Stein, farbig gefasst, um 1500             | in der Mairie (Lage)                             | PM54001650    | Inscrit      | 1995  |      |
| Skulptur Heilige Barbara                  | Stein, bemalt, 17. Jahrhundert             | in der Kapelle Notre-Dame-des-Anges (Lage)       | PM54001147    | Classé       | 1996  |      |
| Grabdenkmal der Familie Millet de Chevers | Stein, 1782                                | in der Kapelle Notre-Dame-des-Anges (Lage)       | PM54001648    | Inscrit      | 1994  |      |